# Проволочник
Про́волочники — личинки всех жуков-щелкунов (Elateridae). Их можно легко отличить от личинок других видов насекомых по их жёсткому телу. Обычно достигают 10—45 мм в длину.

## Этимология
Своё название — проволочники — личинки приобрели благодаря их вытянутому телу с жёсткими блестящими покровами.
На разных языках означает «проволочный червь»:
- английское — Wireworm — «провод червь»
- немецкое — Drahtwurm — «проволока червь».

## Биология
В целом биология щелкунов изучена плохо. Множество видов проволочников являются вредителями (часто даже серьёзными), которые заселяют пахотные земли. Другие же виды — хищники (например, Lacon), охотящиеся на личинки, куколки или яйца, других почвообитающих насекомых, в том числе вредных, некрофаги (Denticollis, — также и хищники), всеядные (Hypnoidus, Athous). Будучи массовым компонентом почвенной энтомофауны, проволочники участвуют также в процессах почвообразования. Изучение образа жизни и роли в почвенных биоценозах — важная задача энтомологии, так как редко какие-нибудь участки сельскохозяйственных угодий не заселены этими насекомыми.

## Описание
Окрас тела проволочников варьируется от жёлтого до тёмно-бурого. Половой диморфизм у проволочников, как правило, не выражен. Однако для ряда родов (например, Anostirus, Prosternon, Agriotes) известно, что оба пола отличаются по степени окраса тела и по пропорциям отдельных его частей.
Проволочники относятся к группе олигоподиальных и характеризуются червеобразным 13-члениковым телом с хорошо развитыми тремя парами лап подобного строения и размеров.

### Головная капсула
| Строение головной капсулы проволочника вида Agrypnus murinus (серый щелкун) | Строение головной капсулы проволочника вида Agrypnus murinus (серый щелкун) |
| --- | --- |
| Верхняя сторона головной капсулы: 1 — устье задней лобной пластинки, 2 — передняя лобная пластинка, 3 — задняя лобная пластинка, 4 — усики, 5 — жвалы (мандибулы), 6 — назале, 7 — лобный шов. | Нижняя сторона головной капсулы: 1 — щёки, 2 — стипес, 3 — подбородок, 4 — усики, 5 — чувствительный конус, 6 — максиллярные щупики, 7 — галеа, 8 — нижнегубные щупики, 9 — подподбородок, 10 — гипокраниальный шов. |

Головная капсула сильно хитинизирована. При рассматривании с верхней стороны она представляет собой четырёхугольник с округлёнными углами, спереди она более или менее сужена. Верхняя часть может быть выпуклой, плоской, реже слегка сдавленной посередине. Эпикадиальный (теменной) шов короткий, у Agrypnini, Adrastini, Agriotini, или же полностью отсутствует, у Cardiophrorinae, Athoini, Ctenicerini. Лобные швы обычно хорошо выражены и отчётливо очерчивают лобную пластинку. Основание лобной пластинки, так называемая задняя лопасть, может быть грушевидная, ланцентовидная, округлая, кувшиновидная, V-образная и другие формы. Передний отдел лобной пластинки состоит из двух боковых лопастей, передние края которых иногда вытянуты вперёд, прикрывая внутреннюю часть основания жвал (мандибул). Наличник в большинстве случаев слит с передним краем лобной пластинки, без шва и отчётливо выражена только у проволочников подсемейств Negastriinae и Cardiophorinae. На переднем крае наличника есть хитинизированный вырост, называемый назале, который может быть двузубчатым, трёхзубчатым или вытянутоклиновидными.
Лобная пластинка несёт 5 основных пар щетинок, из которых 4 пары располагаются на её переднем крае, а пятая является наиболее развитая и располагается на боковых лопастях лобной пластинки. Ещё, после основных пар, на лобной пластинке могут быть дополнительные парные щетинки, это подназальная (расположена у основания назале), париетальная (у лобного шва на боковых краях передних лопастей) и мезальная пара (у устья задней лопасти). Иногда две-четыре пары дополнительных щетинок расположены на переднем крае боковых лопастей и образуют густую щётку, у трибы Agrypnini и родов Anostirus и Prosteron.

#### Усики
Усики у проволочников трёхчлениковые, которые расположены на поперечном основании. На дистальном конце второго членика с наружной стороны расположена одна или несколько чувствительных папилл.

### Жвалы

#### Верхние челюсти
Мандибулы, или верхние челюсти, имеют серповидную форму (такая форма типична для большинства проволочников) или же прямые двуполосатые (Cardiophorinae) с ещё маленькими зубцами на внутреннем крае. Внутренний край мандибул гладкий (Agrypninae) или с развитым зубцом посередине, называемым retinaculum, он присутствует у представителей подсемейств Elaterinae и Athoinae, или челюсти двойные у Sericus/ Внутренняя режущая сторона мандибул может быстрый острой, однокилевой или плоской, двукилевой.

#### Нижние челюсти
Нижние челюсти представляют собой слитые в одну пластинку максиллы и нижнюю губу.
Максиллы состоят из двух главных члеников, а именно из кардо и стипес, на вершине стипеса расположены максиллярные щупики и две максиллярные лопасти — галеа и лациния.
Кардо — это маленький, вытянутотреугольный склерит, непосредственно примыкающий к основанию головной вырезки головной капсулы. Иногда кардо правых и левых максилл срастаются основаниями (Agrypninae) или по всей длине (Cardiophorinae), или же состоит из двух склеритов, из собственно кардо и алокардо (Athoinae и Elaterinae).
Стволики нижних челюстей (stipes maxillae) у проволочников Athoinae почти параллельносторонние, или же спереди сильно расширены, например, у Agriotini, Elaterini.
Наружная максиллярная лопасть, или галея, у большинства видов двучлениковая, и лишь у Negastriinae состоит из одного членика. Внутренняя максиллярная лопасть, или лациния, редуцирована и обычно мало заметна.
Подбородок имеет вытянутотреугольную (у Agrypninae) или вытянуточетырёхугольную форму (все остальные подсемейства).

### Переднегрудной сегмент
Переднегрудной сегмент, за исключением каудального, чаще самый крупный. Тергит сегмента сильно разрастается в сторону и у ряда групп включает переднегрудные плейриты (у Athoini, Ctenicerini, Cardiophorinae). У проволочников всех видов Elaterinae переднегрудные плейриты обособлены в виде двух узких склеритов, подвёрнутых на брюшную сторону, из которых внутренний, примыкающий к тергиту, вытянутопрямоугольный, а наружный представлен в форме вытянутого треугольника.

### Стернит
Стернит переднегрудного сегмента состоит из крупного престенрита, двух небольших эпистернитов и постсернита. Престенрит представлен либо хитинизированной пластинкой (Athoini), либо продольными швами разделён на два больших боковых и маленький ромбовидный склериты (Ctenicerini).

### Среднегрудь и заднегрудь
Среднегрудной и заднегрудной сегменты имеют одинаковое строение и обычно равной длины. Оба сегмента в отличие от переднегрудного имеют по два плейрита, а именно передний (на котором располагается дыхальце) и задний.

#### Лапки
Все три пары лап одинаково развиты и состоят из четырёх частей: тазика, вертлуга, бедра и голенелапки, оканчивающейся коготком. Эти части несут у проволочников разных таксономических групп разное количество шипов, щетинок и волосков.

### Брюшко
Брюшные сегменты (исключая каудального), одинакового строения и лишь немного различаются по величине. Экзоскелет брюшных сегментов проволочников всех групп, за исключением представителей Cardiophorinae, у которых нет ясного отличия, состоит из тергита, разделённого срединной линией пополам, хорошо выраженных плейритов и стернита. У таких групп, как Athoini, Ctenicerini, Negastriinae, дыхальца расположены на латеротергитах, отделённой отчётливой кожистой мембраной от тергита. У представителей подсемейства Elaterinae и Oestodinae дыхальца расположены по краям тергитов, плейриты слиты с тергитами и отделены от них слабо заметным швом.
Брюшные стерниты представлены или сплошной хитинизированной пластинкой, у Elaterini и Agriotini, или тремя склеритами: мезостернитом — небольшим основанием, и парой гипостернитов по бокам.

#### Дыхальце
Дыхальца у проволочников обычно располагаются по бокам передней трети I—VIII брюшных сегментов. Размеры дыхелец у проволочников одного вида сильно варьируют, и поэтому они в большинстве случаев не могут являться диагностическим признаком. Для диагностики имеет значение лишь расположение последней пары дыхалец, а именно на восьмом брюшном сегменте, которая иногда сдвинута на середину сегмента или в заднюю его треть.

#### Каудальный сегмент
Строение каудального сегмента (последний брюшной сегмент) имеет важное диагностическое значение. Это самый длинный сегмент тела, цилиндрически-конический (у Elaterini, Agriotini, Adrastini), лопатовидный (у Melanotidae) или раздвоенный на вершине и снабжённый сегментальной вырезкой (у Agrypninae, Diminae, Athoini и другие). Тергит сегмента покрывает всю спинную, боковую и чаще всего более половины вентральной поверхности. Обычно основную часть вентральной поверхности, приблизительно до середины сегмента, занимает дуговидно-ограниченный стернит, в вершинной части которого располагается X сегмент, или анальная подпорка.
Отростки раздвоенного каудального сегмента — урогомфы, бывают простыми или разветвлёнными на наружные и внутренние ветви. Форма, вооружение и соотношение размеров ветвей этого сегмента различны у разных видов и имеют диагностическое значение.

#### Сегментальная вырезка
Также для диагностики вида используются размеры и формы сегментальной вырезки.

#### Покровы тела
Одним из важных отличительных признаков также являются степень хитинизации покровов тела и их образ (то есть форма). Наиболее обычной формой тергитов является морщинисто-точечная. По бокам в базальной части многие формы имеют мускульные вдавления, отличные по окраске, размерам, конфигурации, или килевидные окаймления, также различные по форме, размерам и конфигурации. Чаще эти признаки имеют диагностическое значение для идентификации вида, реже рода.
|               |
| Строение тела |

## Жизненный цикл

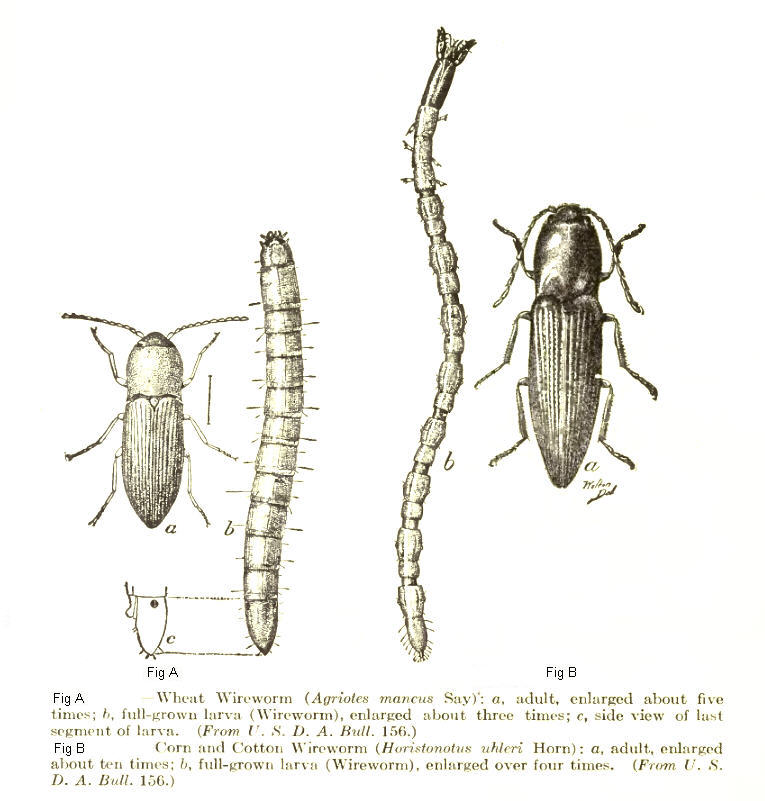
Слева: Agriotes mancus;
справа: Horistonotus uhlerii

Развитие личиночной стадии длится от 2 до 5 лет. Большинство видов щелкунов зимуют в почве во взрослой (они закапываются в землю в среднем на 12 см) или же в личиночной форме (закапываются  в среднем до 60 см), редко в яичной стадии.
Окукливание обычно происходит в июле-августе. В последней стадии проволочники делают в почве на глубине в среднем 15 см колыбельку, в которой они будут окукливаться. Спустя две-три недели из куколок появляются молодые жуки, которые остаются зимовать в этих колыбельках. После зимовки весной появляются жуки. Лёт жуков начинается с апреля. Кладка яиц происходит обычно с мая по июль. Яйца откладываются под комочки почвы или в трещины. Развитие яиц длится 15—20 дней, затем появляются молодые проволочники. За первый год развития личинки не вырастают больше 7 миллиметров в длину.

## В сельском хозяйстве
Наиболее вредоносными видами для сельского хозяйства являются представители родов Agriotes и Selatosomus, распространённые по всей территории бывшего СССР, а также рода Melanotus, распространённые на юге европейской части. Частично вредят виды родов Athous и Limonius.
Часто проволочники поражают клубни картофеля. Вгрызаясь в клубень, они повреждают молодые стебли. Картофель, который был повреждён проволочником, отстаёт в росте и даёт меньший урожай. Товарная ценность картофеля падает, и в ходы, проделанные проволочником, внедряются грибы и бактерии, вызывая гниение.
Проволочники наносят значительный ущерб винограду. Они могут обгрызать почки растения и молодые побеги. На молодых виноградниках и виноградных школках (участок земли, предназначенный для выращивания саженцев винограда, согласно ГОСТу Р 52681-2006) часто можно встретить проволочников степного посевного щелкуна (Agriotes gurgistanus), широкого щелкуна (Selatosomus latus) и др.